# Federación Española de Fútbol Americano
La Federación Española de Fútbol Americano (FEFA) es el ente rector del fútbol americano en España.

## Historia
El 15 de febrero de 2011 se presentó en el registro del Consejo Superior de Deportes la documentación que marca la ley y el real decreto de federaciones, incluyendo todas las memorias deportivas, económicas y reglamentarias para la inscripción de la Federación Española de Fútbol Americano. También se adjuntaba la adhesión de 67 clubes, dos más que el número exigido de 65.
La Federación la constituyen 67 clubes de fútbol americano de catorce comunidades autónomas: veinticinco de Cataluña; ocho de Madrid; siete de Andalucía; seis de la Comunidad Valenciana; cinco de Aragón; tres de Galicia; dos de Asturias, Canarias, Castilla-La Mancha, Murcia y País Vasco; y uno de Baleares, Cantabria y Castilla y León. El 17 de mayo de 2012 la FEFA fue aprobada por la comisión directiva del Consejo Superior de Deportes, y autorizó la constitución e inscripción de la Federación Española de Fútbol Americano en el Registro de Asociaciones Deportivas del C. S. D, junto a la aprobación definitiva de sus estatutos.
Es la sucesora de la Agrupación Española de Fútbol Americano (AEFA), entidad sin ánimo de lucro que fue fundada en el verano de 1994 para promover, reglamentar y organizar la práctica del fútbol americano en España, y que hasta la creación de la FEFA se encargó de todo lo relacionado con jueces, árbitros y asociaciones deportivas en todas las especialidades de este deporte.

## Afiliaciones
La FEFA forma parte de la IFAF Europa y de la Federación Internacional de Fútbol Americano (IFAF), cuya representación ostenta en España con carácter exclusivo.